# Piotr Grabarczyk
Piotr Grabarczyk, né le 31 octobre 1982 à Olsztyn, est un handballeur international polonais, évoluant au poste de pivot dans le club allemand du TuS Nettelstedt-Lübbecke depuis février 2016.

## Palmarès

### En club
- champion de Pologne en 2003, 2009, 2010, 2012, 2013, 2014 et 2015
- vainqueur de la Coupe de Pologne en 2003, 2004, 2006, 2009, 2011, 2012, 2013, 2014 et 2015

### En sélection
- médaillé de bronze au championnat du monde 2015